# Unforgiven 2002
Unforgiven 2002 è stata la quinta edizione dell'omonimo pay-per-view prodotto dalla World Wrestling Entertainment. Svoltosi il 22 settembre 2002 allo Staples Center di Los Angeles, California.

## Storyline
Nella puntata di SmackDown del 29 agosto la General manager Stephanie McMahon indisse una serie di incontri per determinare lo sfidante al WWE Championship di Brock Lesnar; poco dopo, la sera stessa, The Undertaker sconfisse Kurt Angle e Chris Benoit in un Triple Threat match. Un match tra Lesnar e The Undertaker con in palio il WWE Championship fu quindi annunciato per Unforgiven.
Dopo che il WWE Champion Brock Lesnar aveva deciso di firmare un contratto esclusivo con il roster di SmackDown, il General Manager Eric Bischoff consegnò a Triple H, il quale avrebbe dovuto essere lo sfidante al titolo, il nuovo World Heavyweight Championship, nominandolo come primo campione esclusivo del roster di Raw durante la puntata del 2 settembre. Nella puntata di Raw del 9 settembre l'Intercontinental Champion Rob Van Dam vinse un Fatal 4-Way Elimination match che comprendeva anche Big Show, Chris Jericho e Jeff Hardy per diventare il contendente n°1 al titolo di Triple H. Un match tra Van Dam e Triple H con in palio il World Heavyweight Championship fu quindi sancito per Unforgiven.
Nella puntata di SmackDown del 5 settembre, dopo che entrambi avevano fallito nell'intento di ottenere lo status di contendente n°1 al WWE Championship, Kurt Angle e Chris Benoit ebbero un duro confronto nel backstage dell'arena, attaccandosi poi vicendevolmente. Dopo ulteriori screzi tra i due, la General Manager Stephanie McMahon annunciò un match tra Angle e Benoit per Unforgiven.
Nella puntata di Raw del 26 agosto Booker T, Goldust e il rientrante Kane attaccarono gli Un-Americans (Christian, Lance Storm e Test), evitando che questi bruciassero la bandiera americana. Nella puntata di Raw del 9 settembre William Regal si unì agli Un-Americans, aiutando Christian e Storm a difendere con successo il WWE Tag Team Championship contro Bradshaw e Kane. Nella puntata di Raw del 16 settembre Kane sconfisse Regal per squalifica a causa dell'intervento di Test, il quale venne a sua volta attaccato da Bubba Ray Dudley, Booker e Goldust; poco dopo, una volta ristabilito l'ordine, Booker, Goldust, Kane e Bubba Ray sfidarono gli Un-Americans ad un Eight-man Tag Team match per Unforgiven.
Nella puntata di Raw del 29 luglio Chris Jericho interruppe a sorpresa un promo di Ric Flair, attaccandolo brutalmente con una sedia. Nella puntata di Raw del 12 agosto Jericho sfidò Flair ad un match per SummerSlam e quest'ultimo accettò. Il 25 agosto, a SummerSlam, Flair sconfisse poi Jericho. Nella puntata di Raw del 16 settembre Jericho sconfisse Rob Van Dam grazie all'aiuto del World Heavyweight Champion Triple H, conquistando così l'Intercontinental Championship per la quinta volta; poco dopo, la sera stessa, Jericho chiese al General Manager Eric Bischoff un rematch contro Flair e quest'ultimo acconsentì. Un match tra Jericho e Flair con in palio l'Intercontinental Championship fu quindi sancito per Unforgiven.
Dopo vari scontri e vicissitudini, Edge sconfisse Eddie Guerrero a SummerSlam. Nella puntata di SmackDown del 29 agosto Guerrero sconfisse Edge dopo averlo illegalmente colpito con una sedia. Un rematch tra i due fu poi annunciato per Unforgiven.
Nella puntata di SmackDown del 12 settembre i 3-Minute Warning (Jamal e Rosey) interruppero la cerimonia del matrimonio tra Billy e Chuck (kayfabe), attaccandoli brutalmente per volere del General Manager di Raw, Eric Bischoff. Un match tra i 3-Minute Warning e Billy e Chuck fu quindi sancito per Unforgiven.
Il 23 giugno, a King of the Ring, Molly Holly sconfisse Trish Stratus conquistando così il Women's Championship per la prima volta. Dopo vari scontri e vicissitudini tra le due, Trish e Bubba Ray Dudley sconfissero Molly e Christopher Nowinski in un Intergender Tables match; con la Stratus che ottenne così un altro incontro per il titolo della Holly. Un match tra Molly e Trish con in palio il Women's Championship fu annunciato per Unforgiven.

## Evento
Prima della messa in onda dell'evento, Rey Mysterio sconfisse Chavo Guerrero a Sunday Night Heat.

### Match preliminari
L'evento si aprì con l'Eight-man Tag Team match tra gli Un-Americans (Christian, Lance Storm, Test e William Regal) contro Booker T, Bubba Ray Dudley, Goldust e Kane. Dopo lo scoppio di una rissa tra tutti gli otto combattenti, Storm colpì Kane con un superkick, ma quest'ultimo si liberò dallo schienamento dopo un conto di due. Nel finale, Storm tentò di eseguire un secondo superkick su Kane, ma Kane contrattaccò colpendo Storm con la Chokeslam per poi schienarlo e vincere il match per il proprio team.
Il secondo match fu quello valevole per l'Intercontinental Championship tra il campione Chris Jericho e lo sfidante Ric Flair. Durante il match, Flair attaccò ripetutamente la gamba sinistra di Jericho. In seguito, Jericho tentò di eseguire il Lionsault, ma Flair schivò l'attacco aereo e Jericho finì con lo schiantarsi sulla superficie del ring andando, così, ad aggravare il suo infortunio alla gamba sinistra. Nel finale, mentre un funzionario della WWE stava distraendo l'arbitro, Jericho applicò la Walls of Jericho su Flair per forzarlo alla resa e mantenere il titolo.
Il match successivo fu tra Edge e Eddie Guerrero. Durante il match, Edge eseguì la Edgecution su Guerrero, ma quest'ultimo si liberò dallo schienamento dopo aver toccato le corde del ring. In seguito, Guerrero colpì Edge con una Tornado DDT per poi esporre un tenditore delle corde. Nel finale, Edge finì contro il tenditore delle corde esposto e Guerrero colpì Edge con un sunset flip powerbomb per poi schienarlo e vincere il match.
Il quarto match fu tra i 3-Minute Warning (Jamal e Rosey) contro Billy e Chuck. Durante il match, Jamal tentò di eseguire il Pop Up Samoan Drop su Gunn, ma quest'ultimo rovesciò la manovra nel Fameasser. In seguito, Rico (manager di Jamal e Rosey) distrasse Gunn permettendo, così, a Jamal di colpire Gunn con il Pop Up Samoan Drop. Jamal schienò poi Gunn per vincere il match.

### Match principali
Il match seguente fu quello per il World Heavyweight Championship tra il campione Triple H e lo sfidante Rob Van Dam. Dopo un batti e ribatti, Triple H colpì inavvertitamente l'arbitro, mettendolo KO. In seguito, Triple H tentò di eseguire il Pedigree, ma Van Dam contrattaccò la manovra per poi colpire Triple H con la Five Star Frog Splash. Dopo che Van Dam andò a sincerarsi delle condizioni dell'arbitro, Triple H colpì Van Dam con un low-blow. Triple H provò poi a colpire Van Dam con lo sledgehammer, ma quest'ultimo schivò l'attacco colpendo il campione con uno spinning heel kick. Successivamente, Ric Flair interferì e si impossessò dello sledgehammer. Flair sembrava che volesse colpire Triple H con il martello, invece Flair lo utilizzò per colpire Van Dam effettuando, così, un turn heel. Nel finale, Triple H approfittò dell'aiuto di Flair ed eseguì il Pedigree su Van Dam per poi schienarlo e mantenere il titolo.
Il sesto match fu quello per il Women's Championship tra la campionessa Molly Holly e la sfidante Trish Stratus. Nel finale, Trish eseguì la Stratusfaction su Molly per poi schienarla e conquistare il titolo femminile.
Il match che seguì fu tra Kurt Angle e Chris Benoit. Durante il match, Benoit eseguì il diving headbutt su Angle, ma quest'ultimo si liberò dallo schienamento dopo un conto di due. In seguito, Benoit applicò la Crippler Crossface su Angle, ma l'Olympic Hero rovesciò la manovra nella Ankle Lock. Benoit rovesciò poi la presa di Angle nella Crippler Crossface, ma Angle contrattaccò intrappolando ancora una volta Benoit nella Ankle Lock. Benoit si liberò poi dalla presa di sottomissione dopo aver toccato le corde del ring. Nel finale, Angle rinchiuse Benoit nella Crippler Crossface e il Rabid Wolverine cercò di toccare le corde per evadere dalla presa, ma Angle allontanò le corde con in piedi facendo sì che Benoit non potesse toccarle. Dopo che l'arbitro iniziò a discutere con Angle per il suo comportamento irregolare, Benoit schienò Angle con un roll-up facendo illegalmente leva sulle corde per vincere il match.
Il main event fu il match per il WWE Championship tra il campione Brock Lesnar e lo sfidante The Undertaker. Durante il match, mentre l'arbitro fu distratto, Lesnar colpì The Undertaker al volto con il WWE Championship aprendogli, così, una ferita alla fronte. Dopo che Lesnar mise accidentalmente KO l'arbitro, The Undertaker eseguì la Chokeslam su Lesnar. In seguito, Matt Hardy tentò di interferire in favore di Lesnar, ma The Undertaker stese Hardy con la Last Ride Powerbomb. Dopo che l'arbitro si rialzò, Lesnar spinse The Undertaker contro il direttore di gara, andandolo a mettere KO per la seconda volta. Lesnar provò, così, a colpire The Undertaker con una sedia d'acciaio, ma quest'ultimo contrattaccò con un big boot facendo sbattere la sedia sul viso di Lesnar. Nel finale, Lesnar spinse violentemente l'arbitro all'angolo e, mentre Lesnar e The Undertaker si stavano attaccando a vicenda, l'arbitro fece terminare il match in doppia squalifica. Dato ciò, a causa della squalifica, Lesnar mantenne il titolo. Al termine del match, The Undertaker lanciò Lesnar attraverso la coreografia dello stage.

## Risultati
| #    | Incontri                                                                                                | Stipulazioni                                          | Durata |
| ---- | --- | ----------------------------------------------------- | ------ |
| Heat | Rey Mysterio ha sconfitto Chavo Guerrero                                                                | Single match                                          | 08:58  |
| 1    | Booker T, Bubba Ray Dudley, Goldust e Kane hanno sconfitto Christian, Lance Storm, Test e William Regal | Four-on-four tag team match                           | 08:58  |
| 2    | Chris Jericho (c) ha sconfitto Ric Flair per sottomissione                                              | Single match per il WWE Intercontinental Championship | 06:16  |
| 3    | Eddie Guerrero ha sconfitto Edge                                                                        | Single match                                          | 11:55  |
| 4    | Jamal e Rosey (con Rico) hanno sconfitto Billy Gunn e Chuck Palumbo                                     | Tag team match                                        | 06:38  |
| 5    | Triple H (c) ha sconfitto Rob Van Dam                                                                   | Single match per il World Heavyweight Championship    | 18:17  |
| 6    | Trish Stratus ha sconfitto Molly Holly (c)                                                              | Single match per il WWE Women's Championship          | 05:46  |
| 7    | Chris Benoit ha sconfitto Kurt Angle                                                                    | Single match                                          | 13:55  |
| 8    | Brock Lesnar (c) (con Paul Heyman) vs. The Undertaker è terminato in no contest                         | Single match per il WWE Championship                  | 20:27  |